# Лисичанский нефтеперерабатывающий завод
Лисичанский нефтеперерабатывающий завод (укр. Лисичанський нафтопереробний завод) — промышленное предприятие в городе Лисичанск Луганской области.

## История
Первая очередь завода была введена в эксплуатацию в 1976 году, вторая очередь — в 1979 году.
По состоянию на начало 1980 года завод представлял собой современное предприятие, оснащенное средствами автоматизации производственных процессов и обладавшее уникальной установкой термического обезвреживания сточных вод. К этому времени завод освоил производство бензина, дизельного топлива, печного бытового топлива, мазута, продуктов нефтехимии (этилена, пропилена, пропан-пропиленовой и бутан-бутиленовой фракции), жидких продуктов пиролиза и углеводородных газов.
После завершения строительства завод вошел в число крупнейших предприятий города.
После провозглашения независимости Украины Лисичанский нефтезавод стал вторым по мощности НПЗ на территории Украины и был преобразован в открытое акционерное общество.
В 1992—1994 годы на заводе была собрана и введена в эксплуатацию установка по производству полипропилена мощностью 100 тысяч тонн полипропилена в год, но в первые годы мощности по производству полипропилена использовались на 10 %: в 1994 году выпуск полипропилена составил 11,2 тыс. тонн, в 1995 году — 13,99 тыс. тонн.
С начала 1990-х годов объёмы переработки нефти существенно сократились, в 1996 году завод не работал 183 из 365 дней.
Весной 2000 года Фонд государственного имущества Украины принял решение о продаже находившегося в государственной собственности контрольного пакета в размере 67,41 % акций завода, после чего новым владельцем завода стала ТНК-BP.
Начавшийся в 2008 году экономический кризис осложнил положение завода, с начала 2008 года объёмы производства снизились, в 2009 году сокращение объёмов производства продолжалось, в сентябре 2009 года завод прекратил выпуск бензина А-80.
С начала 2011 года завод увеличил объёмы переработки нефти и завершил 2011 год с чистой прибылью 110,693 млн. гривен.
15 марта 2012 года Лисичанский НПЗ остановила управляющая компания (после чего единственным действующим из шести нефтезаводов на территории Украины остался Кременчугский нефтеперерабатывающий завод) и завершил 2012 год с чистым убытком 996,532 млн гривен.
Осенью 2013 года НК «Роснефть» начала плановый капитальный ремонт завода, возобновить переработку нефти изначально планировалось после окончания ремонта, в конце весны 2014 года.
Начавшиеся весной 2014 года боевые действия осложнили положение завода (оказавшегося в районе боев), дополнительные проблемы у НПЗ возникли после того, как компания «Укртранснафта» (связанная с финансово-промышленной группой «Приват») выкачала технологическую нефть из магистрального трубопровода Лисичанск — Кременчуг — Одесский НПЗ в собственные хранилища.
В ночь с 17 на 18 июля 2014 года в ходе артиллерийского обстрела на заводской территории были повреждены ТЭЦ и хранилище мазута.
2014 год завод завершил с чистым убытком 3,633 млрд гривен.
25 мая 2015 года попытку занять здание заводского профилактория предпринял батальон им. Джохара Дудаева.
2015 год завод завершил с чистым убытком 4,6 млрд гривен.
2 февраля 2016 года глава Луганской областной военно-гражданской администрации Г. Тука сообщил о намерении возобновить производство на Лисичанском НПЗ «в начале весны 2016 года».
Вследствие боевых действий вокруг территории предприятия завод и примыкающая к нему транспортная инфраструктура значительно повреждены, некоторые цехи полностью уничтожены.